# Cerkiew św. Jana Chryzostoma w Jaworkach
Cerkiew św. Jana Chryzostoma w Jaworkach – dawna łemkowska cerkiew greckokatolicka, zbudowana w 1798, znajdująca się w Jaworkach.
W 1946 cerkiew przejęta przez kościół rzymskokatolicki i użytkowana jako kościół filialny pw. św. Jana Chrzciciela  parafii w Szlachtowej.
Obiekt wpisany w 1964 na listę zabytków.

## Historia
Cerkiew zbudowano w 1798, na miejscu poprzedniej drewnianej świątyni z 1680, z okazji utworzenia w Jaworkach parafii unickiej obejmującej także Białą i Czarną Wodę. W 1920 jeden z dzwonów ufundowała Maria Piduch. W 1926 wykonano polichromię figuralną i ornamentalną. W 1945 tuż przed masowym wyjazdem Łemków zakopano dzwony w Jaworkach. Na początku XXI w. przeprowadzono gruntowny remont świątyni. Odnowiono ikonostas, wyremontowano dach ze zmianą pokrycia gontowego na miedziane, osuszono ściany, zamontowano geotermalną instalację ogrzewania.
Parochami byli: Damian Mochnacki w latach 1786–1803, Andrzej Mikułowicz 18014–1819, Jan Czarniatyński 1820–1823, Teodor Mochnacki 1823–1851, Antoni Konstantynowicz 1851–1852, Ignacy Ryniawiec 1853–1904, Eugeniusz Sembratowicz 1904–1905, Aleksander Durkot 1905–1921, Jarosław Hura 1921–1947. 

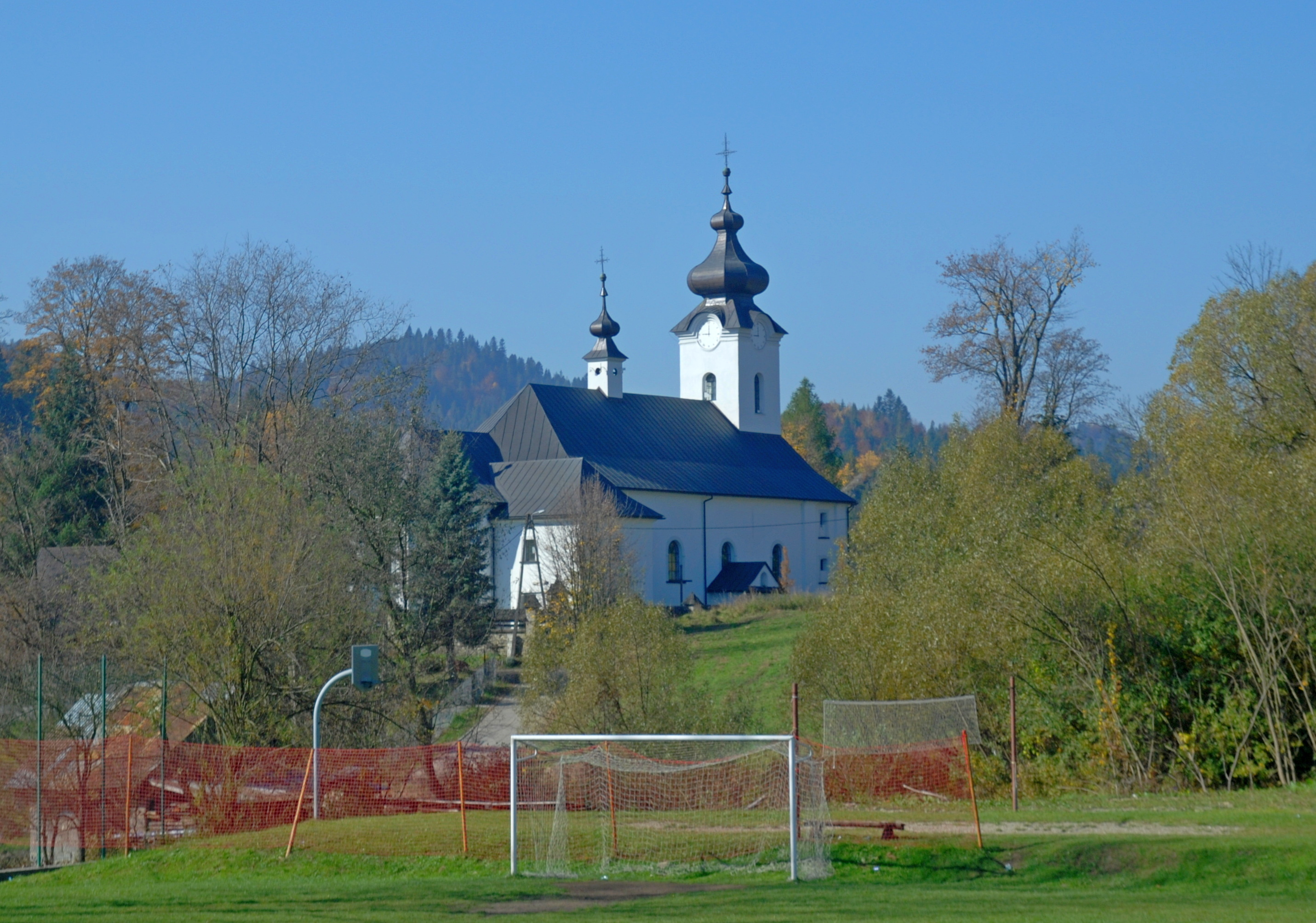
Widok ogólny
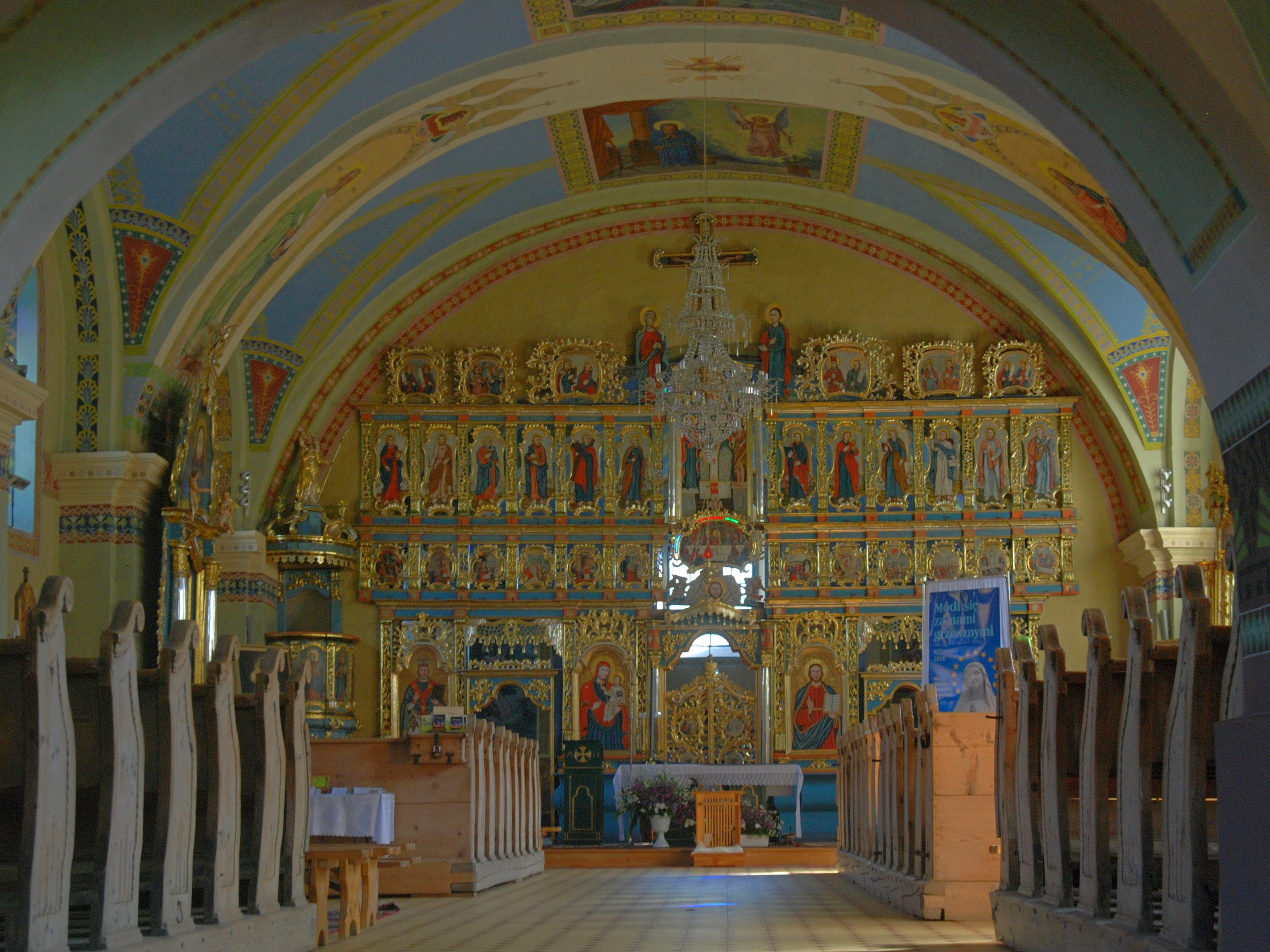
Wnętrze
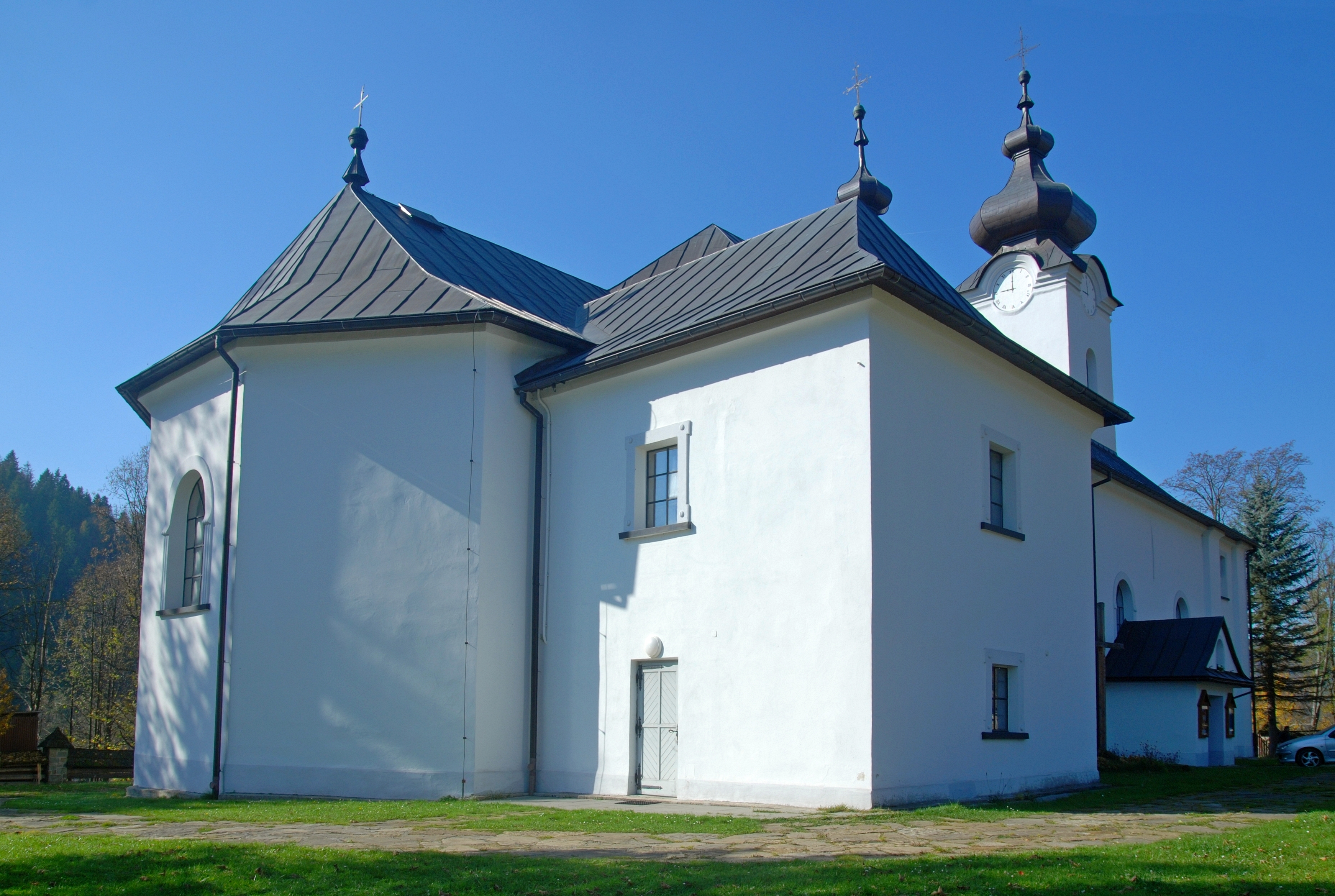
Elewacja wschodnia

## Architektura i wyposażenie
Cerkiew powstała według projektu rządowego w stylu nawiązującym do architektonicznego kanonu świątyni józefińskiej. Klasycystyczny styl budowli zawiera elementy późnobarokowe. Cerkiew orientowana, jednonawowa, zbudowana z kamienia, otynkowana. Kamień sprowadzono z Drużbaków na Słowacji. Nad nawą i prezbiterium dachy siodłowe, pierwotnie kryte gontem. Nad zachodnią częścią korpusu wieża zwieńczona baniastą kopułą z latarnią i makowiczką. Na kalenicy nawy smukła mała wieżyczka z baniastym zwieńczeniem.
Wnętrze świątyni rozczłonkowane zostało wydatnymi pilastrami ze sklepieniem kolebkowym z lunetkami. Sklepienie i ściany pokrywa polichromia wykonana w 1926 przez Andrija Demkowicza. Na chórze muzycznym wspartym na potrójnej arkadzie napis w języku cerkiewnosłowiańskim. Najcenniejszym elementem wyposażenia jest wielostrefowy rokokowy ikonostas z końca XVIII w. z ikoną chramową św. Jana Chryzostoma. Uderza w nim niezwykłe bogactwo elementów dekoracyjnych wypełniających jego wolne pola. Pozostałe wyposażenie stanowią pozbawione oryginalnych obrazów cztery ołtarze boczne, ambona, pocerkiewne feretrony i obraz św. Jana Ewangelisty w prezbiterium.

## Wokół cerkwi
Cerkiew otoczona kamienno-drewnianym ogrodzeniem. Od strony zachodniej przylega cmentarz parafialny z połemkowskimi nagrobkami.